# Houston Dynamo
Houston Dynamo er en amerikansk fodboldklub fra byen Houston i Texas. Klubben spiller i landets bedste liga, Major League Soccer, og har hjemmebane på stadionet BBVA Compass Stadium. Klubben blev grundlagt i 2005 i forbindelse med en udvidelse af MLS, og har spillet med i ligaen siden. I både 2006 og 2007 vandt holdet ligaen og dermed det amerikanske mesterskab.

## Titler
- Major League Soccer (2): 2006 og 2007

## Kendte spillere
| - Ade Akinbiyi (2009) - Wade Barrett (2006–10) - Ronald Cerritos (2006) - Ricardo Clark (2006–09) - Ryan Cochrane (2006–07), (2009–10) - Paul Dalglish (2006–08) - Dwayne De Rosario (2006–08) - Stuart Holden (2006–09) - Nate Jaqua (2007–08) - Kei Kamara (2008–09) | - Luis Ángel Landín (2009–10) - Brian Mullan (2006–10) - Richard Mulrooney (2007–10) - Joseph Ngwenya (2007,2010) - Anthony Obodai (2010) - Dominic Oduro (2009–10) - Pat Onstad (2006–10) - Adrian Serioux (2006,2010) - Craig Waibel (2006–10) - Chris Wondolowski (2006–09) |

## Danske spillere
- Erik Sviatchenko[1]

## Trænere
Samtlige trænere i Houston Dynamo siden holdet stiftelse i 2005:
- Dominic Kinnear (2006-14)
- Owen Coyle (2014-16)
- Wade Barrett (2016)
- Wilmer Cabrera (2016-)